# 제1차 그리스-페르시아 전쟁
페르시아 전쟁에서 페르시아의 제1차 그리스 침공(First Persian invasion of Greece)은 기원전 492년에 시작되었고, 기원전 490년에 마라톤 전투에서 아테네의 결정적인 승리로 끝났다. 두 차례 뚜렷한 회전이 있었던 내습은 아테네와 에레트리아와 같은 도시 국가를 징벌하기 위하여 아케메네스 제국의 황제 다리우스 1세가 친정을 하였다. 이 도시들은 페르시아 통치에 대항하여 반란을 일으켰던 이오니아 반란 도시들을 지원하여 다리우스의 분노를 샀던 것이었다. 다리우스 또한 유럽으로 제국을 확장하고 서부 변경을 확보할 수 있는 기회를 엿보고 있었다.
기원전 492년, 페르시아의 마르도니오스가 주도한 최초의 원정으로 트라키아를 정복하고, 마케도니아로 진군해 종속시킨 후 완전한 속국으로 만들었으나, 마르도니우스 함대가 아토스산 해안 근처에서 난파를 당해 더 이상의 원정은 중단되었다. 이듬해, 의도를 증명한 다리오스는 그리스 전역에 특사를 파견하여 굴종을 요구했다. 특사를 참수한 아테네와 스파르타를 제외하고는 거의 모두 그의 협박을 수용했다. 아테네는 여전히 도전적이었으며, 스파르타는 이제 사실상 그와의 전쟁에 임했다. 다리우스는 다음 해 추가 원정을 하겠다고 명령했다.
기원전 490년에 있었던 두 번째 페르시아 원정은 다티스와 아르타페르네스의 지휘 하에 있었다. 원정군은 처음에는 낙소스 섬을 함락시키고 불태웠다. 그리고 나서 키클라데스 제도의 다른 섬들을 차례로 페르시아 제국으로 편입시켰다. 그리스에 도착했을 때 에레트리아에 상륙을 했는데 잠시 포위를 하여 함락시키고 시민들은 노예로 삼았다. 마지막으로, 원정군이 아테네로 향하는 도중에 아티카를 경유하기 위해 마라톤에 도착했다. 그곳에는 소규모 아테네 군대 밖에 없었지만, 그럼에도 불구하고 아테네군은 마라톤 전투에서 결정적인 승리를 거두었다.
이 결정적인 패배로 인해 페르시아의 원정은 성공을 거두지 못했고, 원정군은 아시아로 돌아가야 했다. 그럼에도 불구하고 이 원정군은 낙소스와 에레트리아를 징벌한다는 대부분을 목적을 달성하였고, 마케도니아 전역을 포함한 에게해 대부분의 지역을 가져올 수 있었다. 이 원정에서 미완으로 남은 과업은 다리우스로 하여금 그리스의 완전정복과 아테네, 스파르타의 징벌을 위한 훨씬 더 큰 규모의 그리스 침공을 준비하게 했다. 그러나 제국 내의 패권 다툼으로 인해 이 원정은 지연되었고, 다리우스는 노환으로 사망했다. 그리하여 기원전 480년에 시작되는 제2차 페르시아 침공은 그의 아들인 크세르크세스 1세의 몫이 되었다.

## 사초
그리스-페르시아 전쟁의 주요 사초는 그리스의 역사학자 헤로도투스이다. ‘역사의 아버지’라 불리는 헤로도투스는 소아시아 할리카르낫소스(당시 페르시아가 점령)에서 기원전 484년에 태어났다. 그는 기원전 440-430년경에 그리스-페르시아 전쟁의 기원을 추적하려고 시도했던 ‘탐구’(Enquiries)(현대 그리스어: Historia, 영어: The Histories)라는 책을 썼다. 전쟁은 기원전 450년에 끝나게 되는데, 가장 비교적 최후까지 역사를 기록한 것이다. 헤로도투스의 접근 방식은 완전히 새로운 것이었으며, 적어도 서구 사회에서 그는 우리가 알고 있는 ‘역사’를 발명한 것처럼 보인다. 영국의 작가인 톰 홀랜드는 다음과 같이 말했다. “최초로 연대기 작성자가 너무나 먼 과거가 아니라 아주 멋지게 분쟁의 기원을 추적하고, 신의 변덕이나 소원, 운명을 드러내는 사람들의 주장을 배제하고, 오히려 그가 개인적으로 검증할 수 있는 설명을 서술했다”고 말했다.
어떤 후대의 고대 역사가들은 그의 발자취를 따르기는 했지만, 투키디데스를 시작으로 헤로도투스를 비판했다. 그럼에도 불구하고, 투키디데스는 헤로도투스가 생략한 그의 역사(세스토스 포위전)부터 시작하는 것을 선택하는 것으로부터 시작했으며, 헤로도투스가 기록한 역사가 다시 쓰거나, 교정할 필요가 없이 정확하다는 것을 실감했다. 플루타르코스는 그의 수필 ‘헤로도투스의 해악에 관하여’라는 그의 수필에서 헤로도투스를 ‘야만애호가’로 묘사하며 친 그리스적 입장을 나타내지 않은 것을 비난했다. 그러나 그것은 역으로 헤로도투스가 공정한 작업을 진행했다는 것을 시사하는 것이다. 헤로도투스에 대한 부정적인 견해가 르네상스 유럽으로 넘어 갔지만, 그의 책은 인기가 있었다. 그러나 19세기 이래로 그의 평판은 그가 언급한 사건을 반복적으로 확인한 고고학적 발견으로 극적으로 복구되었다. 현대의 지배적인 관점은 헤로도투스가 그의 《히스토리아》(Historia)에서 주목할 만한 일을 했다는 것이지만, 구체적인 세부 사항(특히 병력수와 날짜) 중 일부는 회의론적 시각이 여전히 남아있다. 그럼에도 불구하고, 일부 역사가들은 여전히 헤로도토스가 그의 이야기의 대부분을 지어냈다고 믿는다.
시실리 역사학자인 디오도로스 시켈로스 또한 자신의 기원전 1세기 서적인 《비블리오테카 히스토리카》(Bibliotheca Historica)를 통해 그리스-페르시아 전쟁에 대한 설명을 제공했다. 이것은 부분적으로 초기 그리스 역사가 에포로스에서 파생된 것이다. 이 기록은 헤로도투스의 기록과 상당히 일치한다. 그리스–페르시아어 전쟁은 플루타르코스, 크니도스의 크테시아스를 포함한 다른 고대 역사학자들에 의해 일부 설명이 되어 있고, 아이스킬로스와 같은 다른 극작가에 의해서도 언급되었다. 뱀기둥과 같은 고고학적 증거도 헤로도투스의 구체적인 주장을 뒷받침한다.

## 배경
페르시아의 제1차 그리스 침공은 이오니아 반란이 직접적인 원인이 되었다. 이것은 그리스-페르시아 전쟁의 초장이라고 할 수 있다. 또한 그리스와 페르시아인들의 장기적인 앙숙 관계의 결과라고도 할 수 있다. 기원전 500년, 페르시아 황제는 비교적 젊고, 대단히 확장적인 성향을 가졌지만, 백성들 사이에서는 반감을 불러 일으키기도 했다. 게다가 페르시아의 다리우스 황제는 강탈자이기도 해서, 그의 통치기의 상당한 시간을 반란을 진압하는데 보내야 했다. 이오니아 반란 이전에도 다리우스는 제국의 영토를 유럽 쪽으로 확장하고 있었고, 트라키아를 정복하고, 다뉴브강을 넓히고, 파이오니아를 정복했으며, 기원전 492년까지 상당한 자치권을 보장했지만, 마케도니아를 속국이 되도록 강제했다.

## 기원전 492년: 마르도니우스의 원정
기원전 492년 봄, 한 함대와 지상군으로 구성된 다리우스 황제의 사위인 마르도니우스가 이끄는 원정군이 집결했다.

## 같이 보기
- 헤로도토스
- 투키디데스
- 디오도로스 시켈로스
- 플라톤
- 크세노폰
- 코르넬리우스 네포스
- 플루타르코스
- 파우사니아스 (지리학자)
- 콘스탄티노폴리스 총대주교 포티오스 1세